# Guy Azaïs
Pour les articles homonymes, voir Azaïs.
Guy Marie Joseph Gérard Azaïs puis Azaïs de La Garde de Chambonas, né le 21 juillet 1942 à Aix-en-Provence et mort le 4 décembre 2021 à Clermont-Ferrand, est un ancien haut fonctionnaire français et diplomate spécialiste de l'Afrique.

## Famille
Guy Azaïs, né le 21 juin 1942, est le fils de Bernard Azaïs (1914-1996) et de Bibiane de La Garde de Chambonas (1918-1995). Il a épousé Isabelle Girot de Langlade.
Par décret du Premier ministre  pris en 1994, en référence à la loi du 2 juillet 1923 pour le relèvement des noms des Morts pour la France, le nom de « La Garde de Chambonas » a été repris par les familles Rollin (issue de Xavier Rollin, marié à Jacqueline de La Garde de Chambonas) et Azaïs (issue de Bernard Azaïs, marié à Bibiane de La Garde de Chambonas).

## Formation
Guy Azaïs est diplômé de l'École navale, de l'Institut d'études politiques de Paris puis de l'École nationale d'administration (promotion Thomas More, 1971).

## Carrière diplomatique
Il a été premier secrétaire à Madrid, premier conseiller à Cuba, deuxième conseiller à Rabat, sous-directeur d'Afrique chargé de l'Afrique australe et de l'Océan indien, premier conseiller à Ottawa (1985-1989), ambassadeur de France au Bénin (1989-1992) où il joua un rôle actif dans la « transition démocratique » du pays en participant à la préparation et aux suites de la Conférence nationale, sorte d'états généraux, convoquée en février 1990 par le chef de l'État. Après un an passé à la tête du Service chargé de la Francophonie au Quai d'Orsay, il a été nommé directeur de la Stratégie des services secrets français (D.G.S.E.) de 1993 à septembre 1997, puis il a été nommé ambassadeur en Colombie de 1997 à 2000.
Il devient ensuite ambassadeur itinérant chargé du concept RECAMP (Renforcement des Capacités Africaines de Maintien de la Paix), un programme de coopération militaire visant au renforcement des capacités opérationnelles de certaines forces armées africaines.
Il est nommé ambassadeur extraordinaire et plénipotentiaire en Angola, dans un contexte de crise diplomatique avec le président dos Santos, mis en cause dans une procédure judiciaire française menée par le juge Philippe Courroye dans le cadre des suites de l'affaire des ventes d'armes à l'Angola et, grâce à la connaissance précise qu'il avait du dossier en raison de précédentes fonctions, parvient à aider les Angolais à trouver une porte de sortie dans cet écheveau de difficultés. Il occupe le poste de 2004 à 2007, avant de faire valoir ses droits à la retraite.

## Divers
Guy Azaïs est l'auteur d'un roman intitulé Sidoine Apollinaire, mémoires imaginaires qui raconte les souvenirs mélancoliques d'un dignitaire gallo-romain, familier des derniers empereurs assistant impuissant à l'effondrement de l'Empire. Ce livre a été réédité sous le titre Que le jour recommence par la Société des Écrivains.

## Décorations
- Commandeur de la Légion d'honneur
- Commandeur de l'ordre des Arts et des Lettres Il est fait commandeur lors de la promotion du 2 août 1993[7].
- Grand Croix de l'Ordre de San Carlos (Colombie).